# Emma Wilson
Emma Wilson, née le 7 avril 1999 à Nottingham (Royaume-Uni), est une véliplanchiste britannique, deux fois médaillée de bronze aux Jeux olympiques d'été de 2020 à Tokyo, puis aux Jeux Olympiques de Paris 2024.

## Jeunesse
Sa mère, Penny Wilson, a représenté le Royaume-Uni en voile aux Jeux olympiques d'été de 1992 et de 1996.

## Carrière
Aux Jeux olympiques d'été de 2020, elle est médaillée de bronze en RS:X femmes, première médaille britannique en planche à voile aux Jeux depuis 2008.
Lors du passage du format RS:X à l'IQFoil, qui voit l'aileron remplacé par un foil, Wilson se qualifie et se place dans les meilleures véliplanchistes du circuit en obtenant le bronze puis l'argent aux championnats du monde de la Hague en 2023 et de Lanzarote en 2024. Aux championnats d'Europe, elle brille aussi lors des éditions 2022 et 2023, où elle s'offre une deuxième puis troisième place.
Aux Jeux Olympiques de Paris en 2024, Emma Wilson représente à nouveau la Grande-Bretagne et mène d'une avance impressionnante ses rivales en remportant 8 des 15 manches en flotte disputées en rade de Marseille. Elle se qualifie alors pour la finale olympique, selon le nouveau format à phases finales, puis décroche une nouvelle médaille de bronze.
Elle accuse quelques jours plus tard la World Sailing de harcèlement moral concernant le format dit "Medal Race", en citant ses performances aux championnats du monde de Lanzarote, où elle a remporté 15 des 20 manches et n'a été récompensée que de la deuxième place, et de sa déception aux Jeux de Paris.